# يانيس فاروفاكيس
يانيس فاروفاكيس (باليونانية: Ιωάννης "Γιάνης" Βαρουφάκης؛ ولد في 24 مارس 1961) هو اقتصادي يوناني-أسترالي، شغل منصب وزير مالية اليونان في 2015. في الانتخابات العامة في يناير 2015، انتُخب عضوًا في البرلمان اليوناني، ممثلًا تحالف سيريزا، وشغل المنصب الوزاري في حكومة ألكسس تسيبراس الجديدة بعد يومين، في 27 يناير 2015. استقال من منصب الوزارة في 6 يوليو 2015، بعد يوم من الاستفتاء على التقشف الذي جاءت نتيجته ضد مقترحات التقشف التي قدمها الدائنون للحكومة اليونانية، والتي كان يانيس يعارضها أيضًا.
قبيل إجراء الاستفتاء، صرح فاروفاكيس لصحيفة إل موندو الإسبانية بأن ترويكا الدائنين تريد دفع المواطنين إلى التصويت بنعم حتى يمكنها «إذلال اليونانيين»، وقال أيضًا أن المقرضين يريدون زرع الخوف في الشعب اليوناني. وصرح بأنه سيقدم استقالته إذا صوت اليونانيون بنعم لشروط المقرضين. ومع أن نتيجة الاستفتاء جاءت رافضة لشروط الدائنين بنسبة 61%، أعلن فاروفاكيس استقالته، كاتبًا في مدونته «بعيد إعلان نتيجة الاستفتاء تبلغت بأن بعض أعضاء مجموعة اليورو والشركاء...يفضلون غيابي عن الاجتماعات، وهي فكرة رأى رئيس الوزراء أنها قد تكون مفيدة من أجل التوصل إلى اتفاق. ولهذا السبب أترك وزارة المالية». وقد تولى إقليدس تساكالوتوس، نائب وزير الخارجية ومنسق المفاوضات مع الدائنين، منصب وزارة المالية خلفًا لفاروفاكيس.
في أبريل 2024، وفي أنثاء الحرب على غزة، فرضت الشرطة الألمانية حظر أنشطة على يانيس فاروفاكيس ومُنع من دخول البلاد لحضور مؤتمر داعم لفلسطين في برلين. شمل الحظر أيضًا المشاركة عبر الإنترنت.

## وصلات خارجية
- يانيس فاروفاكيس على موقع الموسوعة البريطانية (الإنجليزية)
- يانيس فاروفاكيس على موقع مونزينجر (الألمانية)
- يانيس فاروفاكيس على موقع ديسكوغز (الإنجليزية)

- الموقع الرسمي